# Обергофмейстер
Обергофмейстер (рос. обер-гофмейстер, від нім. Hofmeister) — придворний чин II класу в Табелі про ранги, запроваджений 1722 року в Російській імперії. До його зобов'язань відносилося завідування штатом і фінансами імператорського двору.

## Обергофмейстери
- Румянцев Микола Петрович (1796)[1]